# Karen Lord
Karen Lord (sinh ngày 22 tháng 5 năm 1968) là một nhà văn người Barbados viết tiểu thuyết đầu cơ. Cuốn tiểu thuyết đầu tiên của bà, Redemption in Indigo (2010), kể lại câu chuyện "Ansige Karamba the Glutton" từ văn hóa dân gian Senegal và tiểu thuyết thứ hai của bà, The Best of All Possible Worlds (2013), là một cuốn tiểu thuyết khoa học xã hội. Lord cũng viết về xã hội học của tôn giáo.

## Tiểu sử
Karen Lord được sinh ra ở Barbados. Bà theo học trường Queen's College ở Bridgetown, và lấy bằng tốt nghiệp khoa học từ Đại học Toronto và bằng tốt nghiệp tiến sĩ xã hội học về tôn giáo từ Đại học Bangor (được trao vào năm 2008, năm đầu tiên độc lập với Đại học Wales).

## Tiểu thuyết
Redemption in Indigo ban đầu được xuất bản vào năm 2010 bởi Small Beer Press và được Quercus tái bản vào năm 2012 dưới tên Jo Fletcher Books cho các tựa game SF, giả tưởng và kinh dị. The New York Times gọi đó là "sự pha trộn thông minh, hào nhoáng giữa các ảnh hưởng của vùng Caribbean và Sen-na-nê, cân bằng các phần gây cười một cách hỗn loạn... với kịch nghiêm túc",
‘’The Best of All Possible Worlds’’ được xuất bản bởi Jo Fletcher Books/Quercus và Del Rey Books/Random House năm 2013.
‘’The Galaxy Game’’, được phát hành vào ngày 6 tháng 1 năm 2015 từ Del Rey Books/Random House,
Truyện ngắn "Hiraeth: A Tragedy in Four Acts" của bà đã được xuất bản trong tuyển tập Reach for Infinity (2014).

## Phỏng vấn
- "Always a New World: A Conversation with Karen Lord" (interview, Clarkesworld Magazine, February 2013)
- "Conversations with Richard Fidler" (featuring Karen Lord) (radio interview, ABC, Australia)
- "Karen Lord: Interview with Gavin Grant"Lưu trữ ngày 14 tháng 10 năm 2017 tại Wayback Machine (interview, BookPage, 2013)
- The Spaces Between the Words: Conversations with Writers (a podcast series affiliated with the Literatures in English section at The University of the West Indies, St Augustine Campus and The Caribbean Review of Books)
- Nalo Hopkinson and Karen Lord in Conversation (Locus Roundtable Podcast with Karen Burnham)
- Podcast Interview on Bibliophile Stalker (with Charles Tan)
- Interview with Chesya Burke at the World SF Blog, 29 August 2011
- In conversation with Karen Burnham (Locus Roundtable Podcast)
- "Karen Lord: Dual Reality": Excerpts from an interview in Locus Magazine, 11 August 2011
- Jeremy L. C. Jones, "Always a New World: A Conversation with Karen Lord", Clarkesworld Magazine, Issue 77, February 2013.